# Richard Ellis (biologiste)
Pour les articles homonymes, voir Richard Ellis.
Richard Ellis, né le 2 avril 1938 à New York et mort le 21 mai 2024 à Norwood (New Jersey), est un cétologue et un biologiste marin américain. Auteur et illustrateur, il est associé de recherche à la division paléontologie du American Museum of Natural History et conseiller spécial de l'American Cetacean Society, et un membre de l'Explorers Club. Il a été délégué américain à la Commission baleinière internationale.
Ses peintures murales peuvent être vues dans le musée de la Nature et des Sciences de Denver, le New Bedford Whaling Museum dans le Massachusetts, et au Whaleworld, un musée d'Albany, en Australie occidentale.

## Publications
Il a écrit 16 livres, dont The Book of Sharks, The Book of Whales, Dolphins and Porpoises, Men and Whales, Great White Shark (avec John McCosker), Encyclopedia of the Sea, Aquagenesis: The Origin and Evolution of Life in the Sea, Deep Atlantic, Monsters of the Sea, Imagining Atlantis, Tiger Bone & Rhino Horn, No Turning Back: The Life and Death of Animal Species, Sea Dragons: Predators of Prehistoric Seas, Tuna et The Empty Ocean, et a publié de nombreux articles de magazine.
Son dernier livre, On Thin Ice, se penche sur l'évolution du monde des ours polaires et met en lumière leurs problèmes causés par le réchauffement climatique et la disparition des glaces de l'Arctique.